# 제8회 골든 래즈베리상
제8회 골든 래즈베리상은 1987년 영화를 대상으로 1988년 4월에 열린 시상식이다. 헐리우드 루즈벨트호텔에서 개최되었다.

## 수상 및 후보

### 최악의 작품상
- 메두사 파괴 공작 수상
- 사막 탈출
- 죠스 4
- 터프 가이는 춤을 못 춰
- 화려한 유혹

### 최악의 남우주연상
- 메두사 파괴 공작 - 빌 코스비 수상
- 죠스 4 - 브루스(상어)
- From the Hip - 쥬드 넬슨
- 터프 가이는 춤을 못 춰 - 라이언 오닐
- 오버 더 톱 - 실베스타 스탤론

### 최악의 여우주연상
- 화려한 유혹 - 마돈나 수상
- 죠스 4 - 로레인 게리
- 랫보이 - 선드라 록
- 터프 가이는 춤을 못 춰 - Debra Sandlund
- 쿼터메인 - 샤론 스톤

### 최악의 남우조연상
- 오버 더 톱 - 데이비드 멘덴홀 수상
- 마스터 돌프 - 빌리 바티
- 백만달러 대소동 - 톰 보슬리
- 죠스 4 - 마이클 케인
- 백만달러 대소동 - 맥 드라이든

### 최악의 여우조연상
- 월 스트리트 - 대릴 한나 수상
- 백만달러 대소동 - Jaime Alcroft
- 메두사 파괴 공작 - 글로리아 포스터
- 슈퍼맨 4 - 최강의 적 - 마리엘 헤밍웨이
- 씨에스타 - 그레이스 존스

### 최악의 감독상
- 터프가이는 춤을 못 춰 - 노먼 메일러 수상
- 사막 탈출 - 일레인 메이 수상
- 씨에스타 - 이사벨라 로셀리니
- 죠스 4 - 조세프 서전트
- 메두사 파괴 공작 - Paul Weiland

### 최악의 각본상
- 메두사 파괴 공작 수상
- 화려한 유혹 - 제임스 폴리
- 사막 탈출
- 죠스 4
- 터프가이는 춤을 못 춰
- 화려한 유혹

### 최악의 신인상
- 오버 더 톱 - 데이비드 멘덴홀 수상
- Ali Gator - The Garbage Pail Kids
- 바바리안 - 피터 폴
- 터프가이는 춤을 못 춰 - Debra Sandlund
- 어니스트 1 - 캠핑 가다 - 짐 바니

### 최악의 주제가상
- 비버리 힐스 캅 2 수상
- 화려한 유혹
- 폴리스 아카데미 4 - 시민 순찰대
- 백만달러 대소동

### 최악의 특수효과상
- 죠스 4 수상
- 슈퍼맨 4 - 최강의 적

## 같이 보기
- 제60회 아카데미상
- 제41회 영국 아카데미 영화상
- 제45회 골든 글로브상